# Kevin Ruiz
Kevin Ruiz-Castellanos (sinh ngày 29 tháng 6 năm 1991) là một cầu thủ bóng đá người Đức hiện tại thi đấu cho Türkspor Neu-Ulm.